# Karel Leopold Klaudy
Karel Leopold rytíř Klaudy (30. prosince 1822 Tábor – 11. února 1894 Praha-Nové Město) byl český pedagog, advokát a politik, od počátku 60. let 19. století jeden z hlavních politiků staročeské strany, poslanec Českého zemského sněmu a Říšské rady a v letech 1868–1869 starosta Prahy.

## Biografie

### Mládí a veřejné aktivity během revoluce r. 1848
Narodil se v Táboře, jeho otec Josef (1796–1887) se narodil v Rudolfově, vystudoval pražskou právnickou fakultu a pracoval jako magistrátní rada v Českých Budějovicích, Táboře, Mostě a Praze, postupně dosáhl vyšších justičních funkcí. Byl také politicky činný a to včetně revolučního roku 1848. Matka Josefa Kornová (1799–1880) dcerou pražského úředníka, c. k. guberniálního kancelisty, Davida Korna.
V kariéře následoval svého otce, po absolvování studia práv na pražské Karlo-Ferdinandově univerzitě (titul doktora práv zde získal roku 1844) pracoval krátce jako praktikant u zemského soudu, potom od roku 1846 vyučoval na pražské univerzitě, zpočátku jako suplent pro občanské právo.
Aktivně se účastnil politického dění, zejména v revolučním roce 1848, kdy se profiloval jako stoupenec konzervativně-liberálního českého proudu. V letech 1848–1849 zasedal v Ústavodárném Říšském sněmu ve Vídni a Kroměříži. Zvolen sem byl ve volbách roku 1848. Zastupoval volební obvod Kutná Hora v Čechách. Uvádí se jako doktor práv. Patřil ke sněmovní pravici. Profiloval se jako liberál. V debatě o zrušení poddanství probíhající na sněmu v létě roku 1848 podporoval zrušení poddanství bez náhrady. Nakonec ale převládl kompromisní návrh, který zaváděl přiměřenou náhradu. Klaudy se zdržel hlasování. V rozpravě okolo otázky poddanství zároveň podpořil výrazně radikální návrh poslance Ludwiga von Löhnera, který předpokládal zrušení šlechtických práv a titulů. Ani ten ale nebyl schválen.
Po rozpuštění sněmu a potlačení revoluce se musel z politických důvodů vzdát pedagogické činnosti na pražské univerzitě a byl soudním asesorem (přísedícím) v Příbrami. Jeho politické aktivity mu byly překážkou v kariéře a jen jeho aristokratické známosti mu dopomohly k místu advokáta v Jičíně, kde působil od roku 1852.

### Návrat do politiky r. 1861
Po obnovení ústavnosti se naplno vrátil do politického života. Klaudy patřil k významným staročeským politikům (jako František Ladislav Rieger). Zasedal od roku 1861 v zemském sněmu a od téhož roku byl i poslancem Říšské rady ve Vídni (zvolen za kurii venkovských obcí, obvod Jičín, Lomnice, Sobotka). Kvůli distanci vůči Říšské radě ze strany českých státoprávně orientovaných poslanců ale byl pro setrvalou absenci oznámen na schůzi 14. července 1863 zánik jeho mandátu. Na mandát v zemském sněmu rezignoval někdy před zářím 1866. Již v listopadu 1866 zde ale byl opětovně zvolen.
V roce 1865 se přestěhoval i se svou advokátní praxí do Prahy. V období od 7. ledna 1868 do 23. září 1869 byl pražským starostou). V situaci kolem protestu proti zásahům Českého místodržitelství rezignoval, byl znovu demonstrativně zvolen, ale funkci nepřijal. Byl také předsedou akciového družstva (to vzniklo po roce 1866) pro stavbu Železné lávky přes Vltavu v Praze.
V dubnu 1867, kdy vrcholilo rakousko-uherské vyrovnání a kdy zemské volby v březnu 1867 přinesly vítězství centralistické, německorakouské skupině, se zapojil do debat českých politiků ohledně dalšího postupu. Podobně jako František Ladislav Rieger nebo František Palacký prosazoval celkový bojkot zemského sněmu. Nakonec ale převládlo stanovisko umírněnější, při kterém etnicky čeští, respektive státoprávně orientovaní poslanci bojkotovali ustavující schůzi sněmu, ale na mandáty nerezignovali a ponechali si možnost jejich uplatnění. Historik Otto Urban již v této fázi označuje Klaudyho za představitele starší generace českých politiků. Na přelomu 60. a 70. let 19. století ho pražský policejní ředitel Albert Sedlaczek ve své důvěrné zprávě adresované do Vídně zmiňoval mezi cca deseti předáky české politické scény. V srpnu 1868 patřil mezi 81 signatářů státoprávní deklarace českých poslanců, v níž česká politická reprezentace odmítla centralistické směřování státu a hájila české státní právo.
Roku 1871 se opětovně dostal na Říšskou radu (opět kurie venkovských obcí v Čechách). A i nyní mandát nepřevzal, takže 23. února 1873 byl prohlášen za zaniklý. Poslancem byl zvolen i v prvních přímých volbách do Říšské rady roku 1873 (městská kurie, obvod Praha- Staré Město) a i tentokrát praktikoval pasivní rezistenci, při níž čeští poslanci nepřevzali mandáty. V doplňovacích volbách pak byl opakovaně volen a stále odmítal nastoupit do sněmovny, takže byl znovu jeho mandát zrušen. Trvalejšího rázu bylo jeho působení jako poslance Českého zemského sněmu, kde zasedal až do roku 1883 (s přestávkami) za volební obvod Jičín. V roce 1879 se stal vicemaršálkem (místopředsedou) sněmu.

### Rozkol se Staročechy a odchod z politiky
Zatímco v 60. letech byl představitelem staročeského křídla, v 70. letech již neskrýval sympatie k radikálům, jako byli např. Julius a Eduard Grégrovi či František Skrejšovský (vydavatel časopisu „Světozor“). K otevřené roztržce se starými spojenci došlo v roce 1879. Blížily se tehdy Volby do Říšské rady 1879, před nimiž česká politická reprezentace navázala kontakty s Eduardem Taaffem, jenž začal sondovat možnost vytvořit novou vládní většinu v Říšské radě koalicí mezi německorakouskými konzervativci a polským a českým táborem. Trval ovšem na tom, aby Češi okamžitě přešli od bojkotu Říšské rady k aktivní parlamentní práci. Český klub coby fórum českých státoprávně orientovaných zastupitelů o věci jednal 18. května 1879, ale převládlo stanovisko trvající na pasivní rezistenci. Proti většinovému názoru v této chvíli vystoupil ostře Eduard Grégr, jenž ačkoliv reprezentant radikálnějšího křídla české politiky, nyní zastával názor ve prospěch okamžitého českého nástupu do vídeňského parlamentu. Grégr byl proto z klubu vyloučen a krátce poté Český klub opustil i Klaudy (na schůzi z 18. května nebyl přítomen), který měl na věc podobné názory jako Grégr.
V roce 1883 Klaudy zcela odešel z politického života kvůli vyostřené situaci mezi staročeským a mladočeským křídlem české politiky.
V roce 1875 povýšen panovníkem do rytířského stavu (ač sám před lety proti šlechtictví brojil); již v roce 1861 byl jmenován čestným občanem Blanska. 

### Podnikání
Kromě advokacie se věnoval také finančnictví a akciovým trhům. V roce 1866 se stal ředitelem Hypoteční banky Království českého, od roku 1867 byl náměstkem a později i ředitelem První české vzájemné pojišťovny. Podílel se také na vzniku a řízení Pojišťovny Praha, byl členem správní rady Pražsko-duchcovské dráhy, viceprezidentem správní rady První české zajišťovací banky, členem správní rady České společnosti pro rafinaci cukru v Modřanech, spoluvlastníkem cukrovaru v Oboře nebo spoluzakladatelem Bohmische Bau- und Immobilien Bank. V letech 1870 až 1890 vlastnil velkostatek Řitka.

### Osobní život
V roce 1847 se oženil, vzal si Caroline Windsteiger (1822 – 1899) z Vídně, která byla nemanželského původu. Takovýto společensky nerovný sňatek byl považován za společenský výstřední krok, proto se často spekulovalo, že šlo o nemanželskou dceru hraběte Františka Jindřicha Šlika, se kterým měl velmi dobré vztahy. S manželkou Caroline měli mimo jiné tři syny, Zdenka (1849–1911), Karla (1852–1870) a Friedricha (1845–1932).
Zemřel v roce 1894 po operaci jazyka, je pohřben v Praze na Olšanských hřbitovech (úsek VII, oddělení 23, č.1).